# Bjørnholt Skov
Bjørnholt Skov er en godt 66 hektar stor skov, beliggende kun ca. 1 km øst for Nordskoven mellem Sejs og Hårup, på begge sider af Borgedalsvej, og er en del af Silkeborgskovene. Bjørnholt Skov blev overtaget af Silkeborg Statsskovdistrikt fra det daværende Fredningsplanudvalg i 1976. Mellem Nordskoven og Bjørnholt ligger de fredede lyngbakker Sindbjerg og Stoubjerg. Bjørnholt Skovligger i et ”Område af særlig landskabelig interesse” og er levested for rødlistede (truede og næsten truede) arter; Okkergul pletvinge (sommerfugle), smal blomsterbuk (insekter) som er kritisk truet og vokshatte-arter; gulfodet-, tyndbladet-, sortdugget- og stinkende vokshat og er hovedsagelig granskov. De §3-beskyttede naturarealer i Bjørnholt Skov skal naturligvis drives, så de bevares som sådanne. Der findes følgende særlige anlæg for friluftslivet: Pistol-skydebane og træningsbane for gravhunde. I nordenden af skoven ligger et overdrev, og langs vejen er der rester af gammel stævningsskov. I bakkerne er der rester af tidligere råstofgrave, hvor der er gravet grus, men i begyndelsen af 1900-tallet blev der udvundet brunkul.